# Punto de ebullición

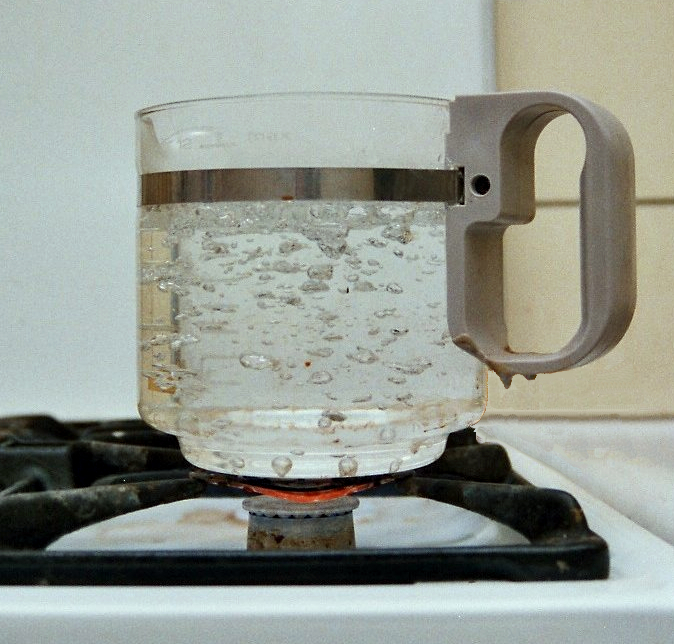
Agua hirviendo

El punto de ebullición de una sustancia es la temperatura a la cual la presión de vapor del líquido es igual a la presión que rodea al líquido y se transforma en vapor.
El punto de ebullición es Piko de un líquido varía según la presión ambiental que lo rodea. Un líquido en un vacío parcial tiene un punto de ebullición más bajo que cuando ese líquido está a la presión atmosférica. Un líquido a alta presión tiene un punto de ebullición más alto que cuando ese líquido está a la presión atmosférica. Por ejemplo, el agua hierve a 100 °C (212 °F) a nivel del mar, pero a 93.4 °C (200.1 °F) y 1 905 metros (6.250 pies) de altitud. Para una presión dada, diferentes líquidos hervirán a diferentes temperaturas.
El punto de ebullición normal (también llamado punto de ebullición atmosférico o punto de ebullición a presión atmosférica) de un líquido es el caso especial en el que la presión de vapor del líquido es igual a la presión atmosférica definida a nivel del mar, 1 atmósfera. A esa temperatura, la presión de vapor del líquido llega a ser suficiente para superar la presión atmosférica y permitir que se formen burbujas de vapor dentro de la mayor parte del líquido. El punto de ebullición estándar ha sido definido por IUPAC desde 1982 como la temperatura a la cual ocurre la ebullición bajo una presión de 1 bar.
El calor de vaporización es la energía requerida para transformar una cantidad dada (un mol, kilogramo, libra, etc.) de una sustancia de un líquido en un gas a una presión dada (a menudo presión atmosférica).
Los líquidos pueden transformarse en vapor a temperaturas por debajo de sus puntos de ebullición a través del proceso de evaporación. La evaporación es un fenómeno de superficie en el que las moléculas ubicadas cerca del borde del líquido, que no están contenidas por suficiente presión de líquido en ese lado, se escapan a los alrededores como vapor. Por otro lado, la ebullición es un proceso en el cual las moléculas en cualquier parte del líquido se escapan, lo que resulta en la formación de burbujas de vapor dentro del líquido.

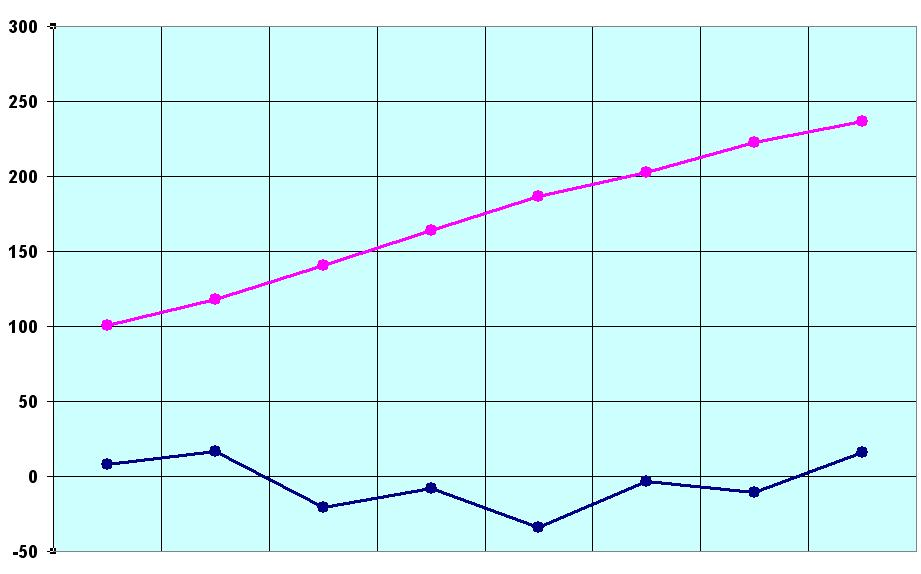
Puntos de fusión en azul y puntos de ebullición en rosa de los primeros ocho ácidos carboxílicos (en °C).

La temperatura de una sustancia o cuerpo depende de la energía cinética media de las moléculas. A temperaturas inferiores al punto de ebullición, solo una pequeña fracción de las moléculas en la superficie tiene energía suficiente para romper la tensión superficial y escapar. Este incremento de energía constituye un intercambio de calor que da lugar al aumento de la entropía del sistema (tendencia al desorden de los puntos materiales que componen su cuerpo).
El punto de ebullición depende de la masa molecular de la sustancia y del tipo de las fuerzas intermoleculares de esta sustancia. Para ello se debe determinar si la sustancia es covalente polar, covalente no polar, y determinar el tipo de enlaces (dipolo permanente —dipolo inducido o puentes de hidrógeno—).
El punto de ebullición no puede elevarse en forma indefinida. Conforme se aumenta la presión, la densidad de la fase gaseosa aumenta hasta que, finalmente, se vuelve indistinguible de la fase líquida con la que está en equilibrio; esta es la temperatura crítica, por encima de la cual no existe una fase líquida clara. El helio tiene el punto normal de ebullición más bajo (–268.9 °C) de los correspondientes a cualquier sustancia y el wolframio, el más alto (5 930 °C).

## Punto de ebullición estándar
En las tablas termodinámicas de productos químicos, no se indica todo el diagrama de fase, solo la temperatura de ebullición en el estado estándar, es decir, con una presión de una atmósfera (1013.25 hPa). Este punto de ebullición se denomina punto de ebullición normal y la  Temperatura de ebullición normal. El término punto de ebullición se utiliza a menudo para referirse al punto de ebullición normal.
La siguiente tabla muestra las temperaturas de ebullición en el estado estándar (1 atm) en °C:
| H −252,8 |         |         |         |         |         |         |         |         |         |         |          |         |         |          |         |          | He −268,9 |
| Li 1342  | Be 2471 |         |         |         |         |         |         |         |         |         |          | B 4000  | C 3825  | N −195,8 | O −183  | F −188,1 | Ne −246,1 |
| Na 882,9 | Mg 1090 |         |         |         |         |         |         |         |         |         |          | Al 2519 | Si 3265 | P 280,5  | S 444,6 | Cl −34   | Ar −185,8 |
| K 759    | Ca 1484 | Sc 2836 | Ti 3287 | V 3407  | Cr 2671 | Mn 2061 | Fe 2861 | Co 2927 | Ni 2913 | Cu 2562 | Zn 907   | Ga 2204 | Ge 2833 | As 616   | Se 685  | Br 58,8  | Kr −153,3 |
| Rb 688   | Sr 1382 | Y 3345  | Zr 4409 | Nb 4744 | Mo 4639 | Tc 4265 | Ru 4150 | Rh 3695 | Pd 2963 | Ag 2162 | Cd 767   | In 2072 | Sn 2602 | Sb 1587  | Te 988  | I 184,4  | Xe −108,1 |
| Cs 671   | Ba 1897 | *       | Hf 4603 | Ta 5458 | W 5930  | Re 5627 | Os 5012 | Ir 4428 | Pt 3825 | Au 2856 | Hg 356,6 | Tl 1473 | Pb 1749 | Bi 1564  | Po 962  | At       | Rn −61,7  |
| Fr 677   | Ra 1737 | **      | Rf      | Db      | Sg      | Bh      | Hs      | Mt      | Ds      | Rg      | Cn       | Nh      | Fl      | Mc       | Lv      | Ts       | Og        |
| *        | La 3464 | Ce 3443 | Pr 3520 | Nd 3074 | Pm 3000 | Sm 1794 | Eu 1529 | Gd 3273 | Tb 3230 | Dy 2567 | Ho 2700  | Er 2868 | Tm 1950 | Yb 1196  | Lu 3402 |          |           |
| **       | Ac 3198 | Th 4788 | Pa 4027 | U 4131  | Np 4273 | Pu 3228 | Am 2011 | Cm 3100 | Bk      | Cf      | Es       | Fm      | Md      | No       | Lr      |          |           |

## Temperatura de saturación y presión
Un líquido saturado contiene tanta energía térmica como puede sin hervir (o, a la inversa, un vapor saturado contiene la menor energía térmica posible sin condensación).
La temperatura de saturación significa punto de ebullición. La temperatura de saturación es la temperatura para una presión de saturación correspondiente a la que un líquido hierve en su fase de vapor. Se puede decir que el líquido está saturado de energía térmica. Cualquier adición de energía térmica resulta en una transición de fase.
Si la presión en un sistema permanece constante (isobárica), un vapor a temperatura de saturación comenzará a condensarse en su fase líquida a medida que se elimina la energía térmica (calor). De manera similar, un líquido a temperatura y presión de saturación hervirá en su fase de vapor a medida que se aplique energía térmica adicional.
El punto de ebullición corresponde a la temperatura a la cual la presión de vapor del líquido es igual a la presión ambiental circundante. Por lo tanto, el punto de ebullición depende de la presión. Los puntos de ebullición pueden publicarse con respecto al NIST, presión estándar de EE. UU. De 101.325 kPa (o 1 atm), o la presión estándar IUPAC de 100 kPa. En elevaciones más altas, donde la presión atmosférica es mucho menor, el punto de ebullición también es menor. El punto de ebullición aumenta con el aumento de la presión hasta el punto crítico, donde las propiedades del gas y del líquido se vuelven idénticas. El punto de ebullición no se puede aumentar más allá del punto crítico. Del mismo modo, el punto de ebullición disminuye con la presión decreciente hasta que se alcanza el punto triple. El punto de ebullición no puede reducirse por debajo del punto triple.
Si se conoce el calor de vaporización y la presión de vapor de un líquido a una cierta temperatura, el punto de ebullición se puede calcular utilizando la ecuación de Clausius-Clapeyron, por lo tanto:
| Símbolo                      | Nombre                                   | Valor | Unidad      |
| ---------------------------- | ---------------------------------------- | ----- | ----------- |
| {\displaystyle T_{B}}        | Punto de ebullición normal               |       | K           |
| {\displaystyle T_{0}}        | Temperatura conocida                     |       | K           |
| {\displaystyle P_{0}}        | Presión conocida                         |       | Pa          |
| {\displaystyle P}            | Presión de vapor a {\displaystyle T_{0}} |       | Pa          |
| {\displaystyle R}            | Constante universal de los gases         | 8.314 | J / (mol K) |
| {\displaystyle \Delta H_{v}} | Entalpía de vaporización                 |       | J / mol     |

La presión de saturación es la presión para una temperatura de saturación correspondiente a la que un líquido hierve en su fase de vapor. La presión de saturación y la temperatura de saturación tienen una relación directa: a medida que aumenta la presión de saturación, también lo hace la temperatura de saturación.
Si la temperatura en un sistema permanece constante (un sistema isotérmico), el vapor a presión y temperatura de saturación comenzará a condensarse en su fase líquida a medida que aumenta la presión del sistema. De manera similar, un líquido a presión y temperatura de saturación tenderá a destellar en su fase de vapor a medida que disminuye la presión del sistema.
Existen dos convenciones con respecto al punto de ebullición estándar del agua.  El punto de ebullición normal es 99.97 °C (211.9 °F) a una presión de 1 atm (es decir, 101.325 kPa). El punto de ebullición estándar recomendado por la IUPAC del agua a una presión estándar de 100 kPa (1 bar) es de 99.61 °C (211.3 °F). A modo de comparación, en la cima del monte Everest, a una elevación de 8 848 m (29 029 ft), la presión es de aproximadamente 34 kPa (255 Torr) y el punto de ebullición del agua es de 71 °C (160 °F).
La escala de temperatura Celsius se definió hasta 1954 por dos puntos: 0 °C se definió por el punto de congelación del agua y 100 °C se definió por el punto de ebullición del agua a la presión atmosférica estándar.

## Relación entre el punto de ebullición normal y la presión de vapor de los líquidos

Una tabla de presión de vapor en escala logarítmica para varios líquidos

Cuanto mayor sea la presión de vapor de un líquido a una temperatura dada, menor será el punto de ebullición normal (es decir, el punto de ebullición a presión atmosférica) del líquido.
El gráfico de presión del vapor a la derecha ha graphs de las presiones de vapor versus temperaturas para una variedad de líquidos. Cuando puede ser visto en el gráfico, los líquidos con las presiones de vapor más altas tienen el más bajos normales hirviendo puntos.
Por ejemplo, en cualquier temperatura dada, cloruro de metilo tiene la presión de vapor más alta de cualquier de los líquidos en el gráfico. También tiene el más bajo normal hirviendo punto (−24.2 °C), el cual es donde la curva de presión del vapor de cloruro de metilo (la línea azul) cruza la línea de presión horizontal de una atmósfera (atm) de presión de vapor absoluto.
El punto crítico de un líquido es la temperatura más alta (y la presión) a la que realmente hervirá.

## Propiedades de los elementos
El elemento con el punto de ebullición más bajo es el helio. Tanto los puntos de ebullición de renio como de tungsteno superan los 5000 K a presión estándar; Debido a que es difícil medir temperaturas extremas precisamente sin sesgo, ambos han sido citados en la literatura por tener un punto de ebullición más alto.

## Punto de ebullición como propiedad de referencia de un compuesto puro
Como puede verse en la gráfica anterior del logaritmo de la presión de vapor frente a la temperatura para cualquier compuesto químico puro dado, su punto de ebullición normal puede servir como una indicación de la volatilidad general de ese compuesto. Un compuesto puro dado tiene solo un punto de ebullición normal, si lo hubiera, y el punto de ebullición y el punto de fusión normales de un compuesto pueden servir como propiedades físicas características de ese compuesto, enumeradas en los libros de referencia. Cuanto más alto sea el punto de ebullición normal de un compuesto, menos volátil será el compuesto en general y, a la inversa, cuanto más bajo sea el punto de ebullición normal de un compuesto, más volátil será el compuesto en general. Algunos compuestos se descomponen a temperaturas más altas antes de alcanzar su punto de ebullición normal, o incluso a veces su punto de fusión. Para un compuesto estable, el punto de ebullición varía desde su punto triple hasta su punto crítico, dependiendo de la presión externa. Más allá de su punto triple, el punto de ebullición normal de un compuesto, si lo hubiera, es más alto que su punto de fusión. Más allá del punto crítico, las fases líquidas y de vapor de un compuesto se fusionan en una sola fase, que puede denominarse gas sobrecalentado. A cualquier temperatura dada, si el punto de ebullición normal de un compuesto es más bajo, ese compuesto generalmente existirá como un gas a la presión externa atmosférica. Si el punto de ebullición normal del compuesto es mayor, entonces ese compuesto puede existir como un líquido o sólido a esa temperatura dada a la presión externa atmosférica, y así existirá en equilibrio con su vapor (si es volátil) si sus vapores están contenidos. Si los vapores de un compuesto no están contenidos, algunos compuestos volátiles pueden evaporarse a pesar de sus puntos de ebullición más altos.

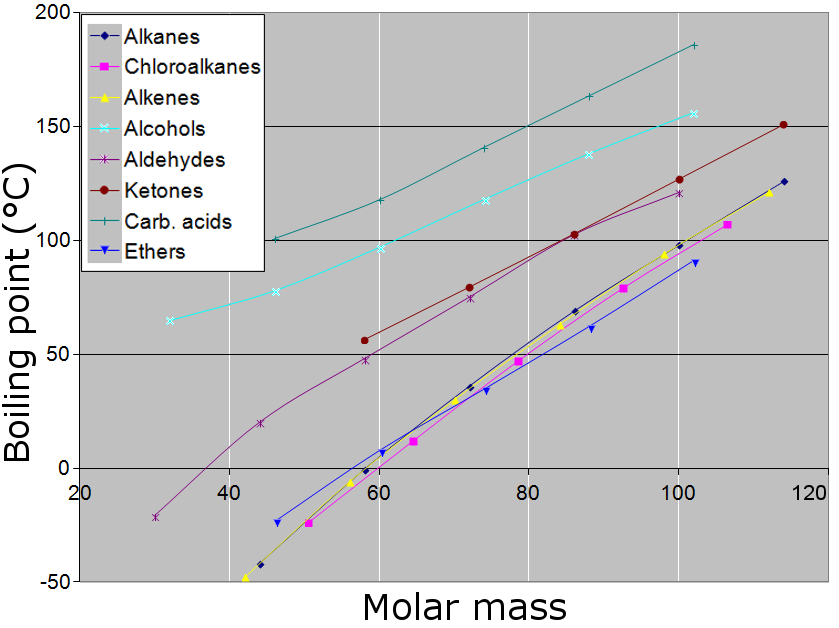
Puntos de ebullición de alcanos, alquenos, éteres, haloalcanos, aldehídos, cetonas, alcoholes y ácidos carboxílicos como función de su masa molar

En general, los compuestos con enlaces iónicos tienen puntos de ebullición normales altos, si no se descomponen antes de alcanzar temperaturas tan altas. Muchos metales tienen altos puntos de ebullición, pero no todos. Generalmente, en compuestos con moléculas unidas covalentemente, a medida que aumenta el tamaño de la molécula (o masa molecular), aumenta el punto de ebullición normal. Cuando el tamaño molecular se convierte en el de una macromolécula, polímero o, por lo demás, muy grande, el compuesto a menudo se descompone a alta temperatura antes de que se alcance el punto de ebullición. Otro factor que afecta el punto de ebullición normal de un compuesto es la polaridad de sus moléculas. A medida que aumenta la polaridad de las moléculas de un compuesto, aumenta su punto de ebullición normal, siendo iguales otros factores. Está estrechamente relacionada con la capacidad de una molécula para formar enlaces de hidrógeno (en estado líquido), lo que dificulta que las moléculas abandonen el estado líquido y, por lo tanto, aumentan el punto de ebullición normal del compuesto. Los ácidos carboxílicos simples se dimerizan formando enlaces de hidrógeno entre las moléculas. Un factor menor que afecta los puntos de ebullición es la forma de una molécula. Hacer que la forma de una molécula sea más compacta tiende a disminuir ligeramente el punto de ebullición normal en comparación con una molécula equivalente con más área de superficie.
| Nombre común             | n-butano | isobutano      |
| Nombre de IUPAC          | butano   | 2-metilpropano |
| Forma Molecular          |          |                |
| Punto de ebullición (°C) | −0.5     | −11.7          |

| Nombre común             | n-pentano | isopentano    | neopentano         |
| Nombre de IUPAC          | pentano   | 2-metilbutano | 2,2-dimetilpropano |
| Forma Molecular          |           |               |                    |
| Punto de ebullición (°C) | 36.0      | 27.7          | 9.5                |

Diagrama de punto de ebullición binario de dos componentes hipotéticos que solo interactúan débilmente sin un azeótropo

La mayoría de los compuestos volátiles (en cualquier lugar cercano a la temperatura ambiente) pasan por una fase líquida intermedia mientras se calientan desde una fase sólida para transformarse finalmente en una fase de vapor. En comparación con la ebullición, una sublimación es una transformación física en la que un sólido se convierte directamente en vapor, lo que ocurre en algunos casos selectos, como con el dióxido de carbono a presión atmosférica. Para tales compuestos, un punto de sublimación es una temperatura a la cual un sólido que se convierte directamente en vapor tiene una presión de vapor igual a la presión externa.

## Impurezas y mezclas
En la sección anterior, se cubrieron los puntos de ebullición de los compuestos puros. Las presiones de vapor y los puntos de ebullición de las sustancias pueden verse afectados por la presencia de impurezas disueltas (solutos) u otros compuestos miscibles, dependiendo el grado de efecto de la concentración de las impurezas u otros compuestos. La presencia de impurezas no volátiles tales como sales o compuestos de una volatilidad muy inferior al compuesto del componente principal disminuye su fracción molar y la volatilidad de la solución y, por lo tanto, eleva el punto de ebullición normal en proporción a la concentración de los solutos. Este efecto se llama elevación del punto de ebullición. Como ejemplo común, el agua salada hierve a una temperatura más alta que el agua pura.
En otras mezclas de compuestos miscibles (componentes), puede haber dos o más componentes de volatilidad variable, cada uno con su propio punto de ebullición de componente puro a cualquier presión dada. La presencia de otros componentes volátiles en una mezcla afecta las presiones de vapor y, por lo tanto, los puntos de ebullición y de rocío de todos los componentes de la mezcla. El punto de rocío es una temperatura a la cual un vapor se condensa en un líquido. Además, a cualquier temperatura dada, la composición del vapor es diferente de la composición del líquido en la mayoría de estos casos. Para ilustrar estos efectos entre los componentes volátiles de una mezcla, se usa comúnmente un diagrama de punto de ebullición. La destilación es un proceso de ebullición y [generalmente] condensación que aprovecha estas diferencias en la composición entre las fases líquida y vapor.